# The Stage (álbum)
The Stage é o sétimo álbum de estúdio da banda estadunidense de heavy metal Avenged Sevenfold.
É um álbum conceitual sobre inteligência artificial e autodestruição da sociedade. Foi lançado em 28 de outubro de 2016 após um evento ao vivo na página do Facebook da banda. The Stage é o primeiro álbum de Avenged Sevenfold a apresentar Brooks Wackerman na bateria, que entrou para a banda no final de 2014, mas não foi revelado como substituto oficial de Arin Ilejay até a saída de Ilejay em 2015, porque a banda queria encontrar um baterista que estivesse "dentro". The Stage é também o primeiro álbum da banda a ser lançado pela Capitol Records. É também o álbum de estúdio mais longo da banda, com 73 minutos e 35 segundos, superando assim, City of Evil por quase um minuto. O álbum também apresenta a sua canção mais longa até à data, "Exist", com um tempo de execução de 15 minutos e 41 segundos.

## Faixas
Todas as músicas são de composição do Avenged Sevenfold.
| N.º            | Título              | Duração |  |
| 1.             | "The Stage"         | 8:32    |  |
| 2.             | "Paradigm"          | 4:18    |  |
| 3.             | "Sunny Disposition" | 6:41    |  |
| 4.             | "God Damn"          | 3:41    |  |
| 5.             | "Creating God"      | 5:34    |  |
| 6.             | "Angels"            | 5:40    |  |
| 7.             | "Simulation"        | 5:30    |  |
| 8.             | "Higher"            | 6:28    |  |
| 9.             | "Roman Sky"         | 5:00    |  |
| 10.            | "Fermi Paradox"     | 6:30    |  |
| 11.            | "Exist"             | 15:41   |  |
| Duração total: | Duração total:      | 73:42   |  |

## Videografia
.

## Desempenho comercial
- 3º lugar no Top Billboard 200[4][5]
- 4ª lugar no Top Digital Albums Billboard[6]
- 1º lugar no Top Tastemaker Album Billboard[7]
- 1º lugar no Top Rock Albums Billboard[8]
- 1º lugar no Top Alternative Albums Billboard[9]
- 1º lugar no Top Hard Rock Albums Billboard[10]

## Créditos

### Banda
- M. Shadows – vocais, algum trabalho de guitarra em "Sunny Disposition"
- Synyster Gates – guitarra solo, backing vocals,guitarra acústica em "The Stage", co-vocais em "As Tears Go By", violão de doze cordas   em "Wish You Were Here"
- Zacky Vengeance – guitarra rítmica, backing vocals, vocais em "Runaway"
- Johnny Christ – baixo
- Brooks Wackerman – bateria

Adicional
- Brian Haner Sr: Solo de guitarra em "Angels"
- Matthew Baker: Arranjos de cordas em "Roman Sky". Arranjo de trompas em "Sunny Disposition". Cordas e trompas em "Exist"
- Jason Freese: Teclados em "The Stage", "Paradigm", "Higher" "Fermi Paradox" e "Exist"
- Neil Degrasse Tyson: Discurso em "Exist"
- Valary Sanders: Simulation
- Tennesse James Baker e River James Sanders: backing vocals em "Simulation"